# Premi Emmy 1972
La cerimonia dei Premi Emmy 1972, nota retroattivamente come 24ª edizione dei Primetime Emmy Awards (24th Primetime Emmy Awards), si è tenuta all'Hollywood Palladium di Los Angeles (California) il 6 maggio 1972. 
La cerimonia fu presentata da Johnny Carson. 

## Primetime Emmy Awards
Per le candidature, furono presi in considerazione i programmi trasmessi tra il 17 marzo 1971 e il 17 marzo 1972.

### Migliore serie televisiva drammatica
- Elisabetta Regina (Elizabeth R)
- Colombo (Columbo)
- Mannix
- Marcus Welby (Marcus Welby, M.D.)
- Le sei mogli di Enrico VIII

### Migliore serie televisiva comica o commedia
- Arcibaldo (All in the Family)
- Mary Tyler Moore
- Sanford and son
- La strana coppia (The Odd Couple)

### Migliore nuova serie televisiva
- Elisabetta Regina
- Colombo
- Sanford and son
- Le sei mogli di Enrico VIII
- The Sonny and Cher Comedy Hour

### Migliore serie televisiva drammatica per il Daytime
- The Doctors
- Destini (Another World)
- General Hospital
- La valle dei pini (All My Children)

### Migliore attore in una serie drammatica
- Peter Falk – Colombo
- Raymond Burr – Ironside
- Mike Connors – Mannix
- Keith Michell – Le sei mogli di Enrico VIII
- Robert Young – Marcus Welby

### Migliore attore in una serie comica o commedia
- Carroll O'Connor – Arcibaldo
- Redd Foxx – Sanford and son
- Jack Klugman – La strana coppia
- Tony Randall – La strana coppia

### Migliore attore protagonista in un singolo episodio di una serie televisiva
- Keith Michell - Le sei mogli di Enrico VIII
- James Caan – La canzone di Brian (Brian's Song)
- Richard Harris – The Snow Goose
- George C. Scott – Jane Eyre nel castello dei Rochester (Jane Eyre)
- Billy Dee Williams – La canzone di Brian

### Migliore attrice in una serie drammatica
- Glenda Jackson – Elisabetta Regina
- Peggy Lipton – Mod Squad, i ragazzi di Greer (The Mod Squad)
- Susan Saint James – McMillan e signora (McMillan & Wife)

### Migliore attrice in una serie comica o commedia
- Jean Stapleton – Arcibaldo
- Sandy Duncan – Funny Face
- Mary Tyler Moore – Mary Tyler Moore

### Migliore attrice protagonista in un singolo episodio di una serie televisiva
- Glenda Jackson – Elisabetta Regina | Episodio The Shadow in the Sun
- Helen Hayes – Il computer dell'Eros Club (Do Not Fold, Spindle, or Mutilate)
- Glenda Jackson – Elisabetta Regina | Episodio The Lion's Club
- Patricia Neal – The Homecoming: A Christmas Story
- Susannah York – Jane Eyre nel castello dei Rochester (Jane Eyre)

### Migliore attore non protagonista in una serie drammatica
- Jack Warden – La canzone di Brian
- James Brolin – Marcus Welby
- Greg Morris – Missione Impossibile

### Migliore attore non protagonista in una serie comica o commedia
- Edward Asner – Mary Tyler Moore
- Ted Knight – Mary Tyler Moore
- Rob Reiner – Arcibaldo

### Migliore attrice non protagonista in una serie drammatica
- Jenny Agutter – The Snow Goose
- Gail Fisher – Mannix
- Elena Verdugo – Marcus Welby

### Migliore attrice non protagonista in una serie comica o commedia
- Valerie Harper – Mary Tyler Moore
- Sally Struthers – Arcibaldo
- Cloris Leachman – Mary Tyler Moore

### Migliore regia per una serie drammatica con tema o personaggi ricorrenti
- The Bold Ones: The Lawyers – Alexander Singer per l'episodio The Invasione of Kevin Ireland
- Colombo – Edward M. Abroms per l'episodio Mio caro nipote
- Un uomo per la città (The Man and the City) – Daniel Petrie per l'episodio Hands of Love

### Migliore regia per un programma drammatico composto da un episodio singolo
- Truman Capote: la corruzione il vizio e la violenza (The Glass House) – Tom Gries
- La canzone di Brian – Buzz Kulik
- The Homecoming: A Christmas Story – Fielder Cook
- Look Homeward, Angel – Paul Bogart
- The Snow Goose – Patrick Garland

### Migliore regia per una serie comica o commedia
- Arcibaldo – John Rich per l'episodio Sammy's Visit
- Mary Tyler Moore – Peter Baldwin per l'episodio Where There's Smoke, There's Rhoda
- Mary Tyler Moore – Jay Sandrich per l'episodio Thoroughly Unmilitant Mary

### Migliore sceneggiatura per una serie drammatica
- Colombo – Richard Levinson per l'episodio Una trappola di Colombo
- Colombo – Steven Bochco per l'episodio Un giallo da manuale
- Colombo – Jackson Gillis per l'episodio L'arte del delitto

### Migliore sceneggiatura originale per una serie drammatica
- To All My Friends on Shore – Allan Sloane
- Addio vecchia Ann (Goodbye, Raggedy Ann) – Jack Sher
- Thief – John D. F. Black

### Migliore sceneggiatura per una serie comica o commedia
- Arcibaldo – Burt Styler per l'episodio Edith's Problem
- Arcibaldo – Phil Mishkin e Alan J. Levitt per l'episodio Mike's Problem
- Arcibaldo – Norman Lear e Burt Styler per l'episodio The Saga of Cousin Oscar